# Gräberfeld von Weingarten

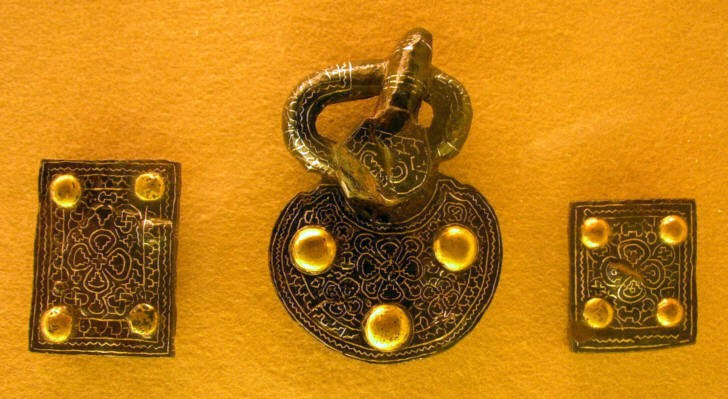
Tauschierte Gürtelbeschläge aus Grab 377

Das Gräberfeld im württembergischen Weingarten ist eines der wenigen Gräberfelder, die über die gesamte Merowingerzeit durchgehend in Gebrauch waren, und ist somit eine wichtige Quelle für die Erforschung der fränkisch-alamannischen Geschichte. Es wurde  von etwa 450 bis 730 n. Chr. kontinuierlich belegt. Es ist auch einer der größten und nahezu vollständig ausgegrabenen (bisher mehr als 800 Gräber) Reihengräberfriedhöfe in Südwestdeutschland.

## Fundgeschichte
Am 23. September 1952 stießen Bauarbeiter bei Kanalisationsarbeiten für die neue Talsiedlung auf Gräber mit metallenen Waffen. Zunächst hielt der Bauamtsleiter diese für napoleonisch, doch der Weingartener Hauptlehrer und Vertrauensmann des Archäologischen Landesamtes Paul Eith erkannte sie als frühmittelalterlich. Zunächst wurde Eith mit der Ausgrabung beauftragt, im Juni 1953 übernahm Siegwald Schiek und 1954 Gerhard Wein die Leitung dieser Grabungen. Bis in das Jahr 1957 wurde das Gräberfeld in mehreren Kampagnen nach dem aktuellen Stand der Forschung ausgegraben und dokumentiert. Jedoch musste ein Teil der Bergung, aufgrund der fortschreitenden Bauarbeiten, unter großem Zeitdruck erfolgen, so dass einige Gräber nicht in allen Einzelheiten dokumentiert werden konnten. Die Finanzierung der Grabungen wurde zunächst durch die Stadt Weingarten alleine und später aus Mitteln des Landkreises, des Landes Baden-Württemberg und der Deutschen Forschungsgemeinschaft getragen. Es folgte eine mehrjährige Restaurierung und Konservierung der Fundstücke am Württembergischen Landesmuseum in Stuttgart, dem Römisch-Germanischen Zentralmuseum Mainz und an der Universität Tübingen. Die umfassende wissenschaftliche Bearbeitung des Gräberfeldes verzögerte sich in den Folgejahren mehrfach und es konnten lediglich kleinere Aspekte wissenschaftlich ausgewertet und veröffentlicht werden. Im Jahr 1995 erfolgte die Publikation des Kataloges der Grabinventare durch die Archäologen Claudia Theune-Vogt und Helmut Roth. Die wissenschaftliche Auswertung der Funde erfolgte in den 2000er Jahren..
Bereits kurz nach dem Abschluss der Grabungen wurden, aufgrund des großen Interesses, einzelne Funde aus dem Gräberfeld im Weingartener Rathaus ausgestellt. Um dem Gräberfeld einen passenden Ausstellungsrahmen zu bieten, ließ die Stadt im Kornhaus das Alamannenmuseum Weingarten einrichten, wo die Funde seit 1976 der Öffentlichkeit zugänglich sind.
Das Gräberfeld befindet sich im heutigen Bereich Fliederstraße/Immergrünweg/Waldmeisterweg (Weingarten). Es ist durch die Talsiedlung überbaut und ist nicht mehr sichtbar. Das Alamannenmuseum Weingarten befindet sich ca. 1 km weiter östlich.

## Gräberfeld

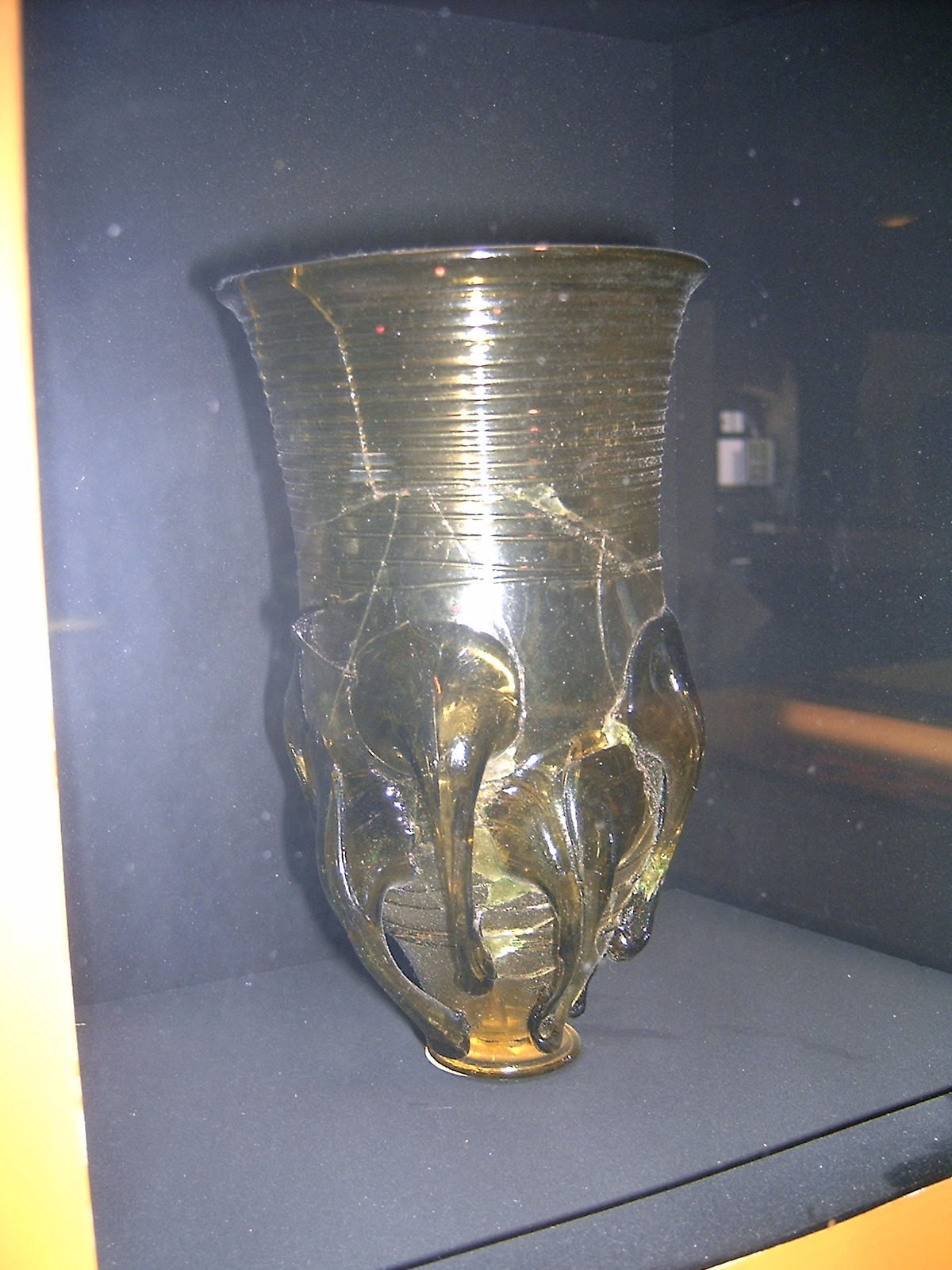
Rüsselbecher aus Grab 507

Der Friedhof hatte eine Ausdehnung von etwa 120 Metern in West-Ost-Richtung und 90 Metern in Nord-Süd-Richtung. Er wurde an einem sanft zum Fluss Schussen abfallenden Gelände angelegt, wie es auch bei anderen Gräberfeldern zu beobachten ist. Im Südwesten begann die Belegung im ausgehenden 5. Jahrhundert und setzt sich kontinuierlich in Richtung Osten fort. 19 % der Bestattungen stammt aus dem 5. Jahrhundert, 38 % aus dem 6. Jahrhundert und der Hauptanteil, mit etwa 46 %, stammt aus dem 7. Jahrhundert. Aufgrund der Größe des Gräberfeldes von etwa 900 Bestattungen ist davon auszugehen, dass es zu einer größeren Siedlung gehörte, die in etwa 500 m Entfernung vom historischen Ort Altdorf / Weingarten überbaut wurde. Die starke Zunahme der Bestattungen, über das normale Bevölkerungswachstum hinaus, lässt einen stetigen Zuzug neuer Personen in die Siedlung vermuten. Statistisch abgeleitet muss die Siedlung im 5. Jahrhundert eine Population von etwa 50 bis 70, im 6. Jahrhundert 85 bis 120 und im 7. Jahrhundert 100 bis 150 Personen gehabt haben, wobei für die jeweils niedrigere Zahl eine mittlere Lebenserwartung von 25 Jahren und für die höhere eine von 35 Jahren zu Grunde liegt.
Die Toten der frühen Bestattungen waren in gestreckter Rückenlage, mit dem Kopf in Richtung Westen und Blick Richtung Osten beigesetzt. Die jüngeren Bestattungen gehen zu einer Ausrichtung in westsüdwestlich-ostnordöstlicher Lage über. Die Bestattungen erfolgten in Baumsärgen oder hölzernen Grabkammern, von denen sich im Kiesboden bis auf einige Bodenverfärbungen fast nichts erhalten hat. Die wohlhabende Männerbestattung erfolgte in einer hölzernen Grabkammer, die mit zwei mächtigen Steinplatten abgedeckt war. Bei vielen Gräbern zeichnet sich ab, dass sie in Gruppen angelegt wurden, was möglicherweise auf eine Familienzusammengehörigkeit der in diesen Bereichen Bestatteten hindeutet. Da auf dem Gräberfeld nur sehr wenige sich überschneidende Bestattungen vorliegen, wird davon ausgegangen, dass die Gräber oberirdisch gekennzeichnet waren. Die Erhaltungsbedingungen für organisches Material waren in diesem Gräberfeld nicht optimal, da die Bestattungen in einer Luft- und wasserdurchlässigen Kies- und Schotterschicht angelegt wurden. Von den Toten haben sich nur die Knochen und Zähne in unterschiedlicher Qualität erhalten. Organisches Material ist weitgehend vergangen, lediglich an einigen Metallobjekten haben sich organische Reste in Metalloxidschichten erhalten. Die Eisenobjekte wiesen einen unterschiedlich starken Rostfraß auf.
Mit der durchgreifenden Christianisierung wurde das Gräberfeld aufgegeben und die Bestattungen vermutlich auf einem christlichen Friedhof im Umkreis einer Kirche unmittelbar in oder bei der Siedlung fortgeführt.

## Anthropologische Befunde
Im Verlauf der Ausgrabungen wurden 801 Gräber mit 813 Bestattungen aufgedeckt, etwa 100 Gräber konnten nicht mehr geborgen werden, da sie bereits unbemerkt überbaut waren. Anthropologisch konnten 317 weibliche und 383 männliche Individuen identifiziert werden, bei 113 Bestattungen war eine anthropologische Geschlechtsbestimmung nicht möglich. Auffällig ist eine geringe Zahl an Gräbern von Kleinkindern, etwa 13 % der Bestatteten war jünger als 14 Jahre. Der Großteil der Bestatteten, etwa 60 %, verstarb im Alter zwischen 20 und 60 Lebensjahren und 18 % erreichten noch höhere Lebensalter.
Nach den anthropologischen Untersuchungen in den 1960er Jahren wurde davon ausgegangen, dass sich die historische Bevölkerung des Ortes aus dem 6. und 7. Jahrhundert zu einem großen Teil aus zugewanderten Nordgermanen zusammensetzte, die eine lokale Oberschicht herausbildeten und sich nur sehr langsam mit der einheimischen, gallorömischen Altbevölkerung vermischte. Die aktuellen naturwissenschaftlichen Untersuchungen, wie DNA-Analysen oder Isotopenanalysen in Verbindung mit der archäologischen Auswertung zeigen dagegen ein weitaus differenzierteres Bild. Die Bestattungen zeigen eine hohe Mobilität in Bezug auf ihren sozialen Status, die sich durch unterschiedliche Qualitäten der Beigabenausstattung innerhalb genetisch verwandter Individuen widerspiegelt. Auf dem Gräberfeld konnten keine durchgängigen Oberschichtfamilien ausgemacht werden. Die genetische Varianz männlicher Individuen war geringer als die der Frauen, was möglicherweise auf die höhere Sesshaftigkeit aufgrund der männlichen Land- und Hof-Erbfolge sowie dem Zuzug von Ehefrauen aus größeren Entfernungen zurückzuführen ist. Aufgrund der gefundenen Beigaben ist von einem stetigen Zuzug von Personen aus allen Richtungen wie beispielsweise dem Elbe-Havel-Gebiet, dem Rheintal und aus dem Westen auszugehen. Diese Daten werden durch Isotopenanalysen zukünftig noch feiner zu bestimmen sein. Spurenelementanalysen ergaben, dass die Ernährung der Bestatteten durch einen hohen pflanzlichen Anteil gekennzeichnet war. Die Verteilungsmuster der untersuchten Spurenelemente (Ba, Ca, Cu, P, Sr und Zn) legten nahe, dass der Hauptanteil der Diät aus verschieden aufbereiteten Getreidesorten sowie weiteren Feldfrüchten bestand, und je nach sozialem Status durch verschieden hohe Anteile tierischer Produkte, wie Fleisch oder Milchprodukte, ergänzt wurde.

## Grabbeigaben

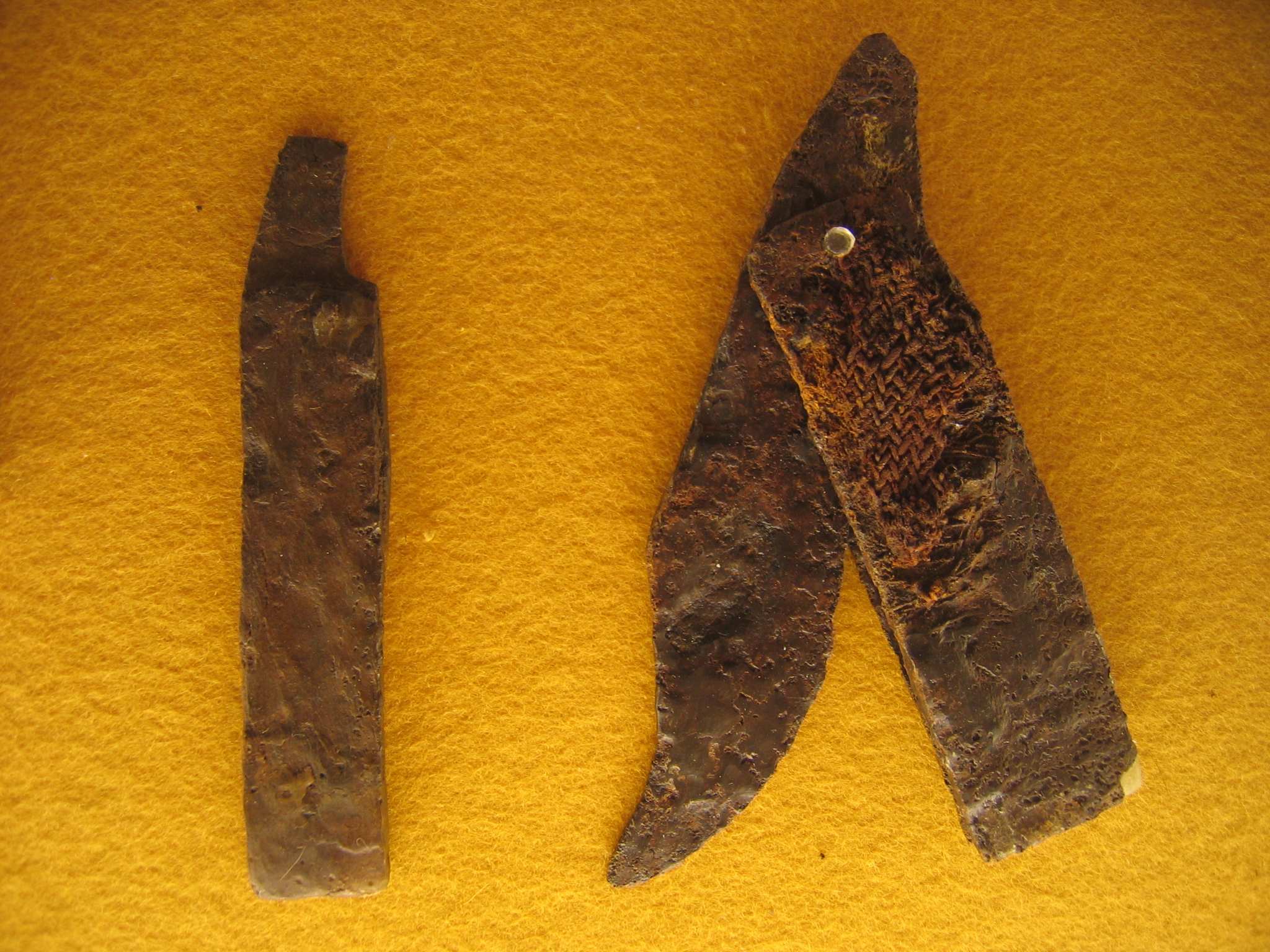
Zwei eiserne Klappmesser

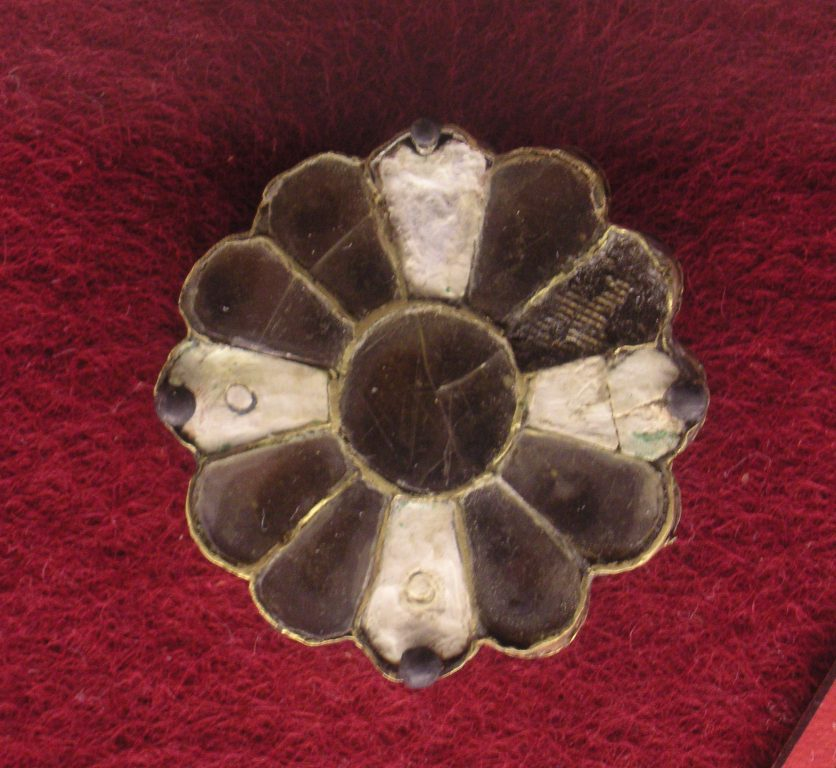
Rosettenfibel aus Grab 511 mit Einlagen aus Almandin und Perlmutt

Nahezu alle Bestattungen wiesen Grabbeigaben auf, nur eine kleine Anzahl der Gräber war beigabenlos und etwa 10–15 % der Gräber waren historisch beraubt. Die Grabbeigaben setzen sich überwiegend aus Kleidung, Waffen, Schmuck und Trachtzubehör nach der jeweiligen Mode zusammen.

### Männergräber
Mehr als drei Viertel der Männer wurden zusammen mit ihren Waffen beigesetzt, die sie als Krieger ausweisen. Zur Bewaffnung gehörten Offensivwaffen wie Spathen, Saxe, Lanzen, Pfeilspitzen, einige Wurfäxte (Franzisken) und als einzige Schutzwaffen Rundschilde, weitere Schutzwaffen wie Helme oder Kettenhemden lagen nicht vor. In den Grabinventaren fehlen weitgehend landwirtschaftliche Geräte und handwerkliche Werkzeuge, die für den Grabbrauch, der historischen Weingartener Bevölkerung, anscheinend keine Bedeutung hatten. Es ist davon auszugehen, dass die Männer ihren Lebensunterhalt jedoch eher als Bauern und seltener als Krieger bestritten.

### Frauengräber
Frauen wurden in ihrer vollständigen Tracht, mit Schmuck und kleineren Haushaltsgeräten wie Messer und Spinnwirteln beigesetzt. Etwa einem Fünftel der Frauen, meist im Alter zwischen 20 und 60 Jahren, wurden metallene Fibeln beigegeben, und nur in Ausnahmefällen waren sie in den Gräbern von jüngeren oder älteren Frauen nachweisbar. Der allgemeinen Mode entsprechend lässt sich auf dem Gräberfeld bis zum 6. Jahrhundert die Vierfibeltracht, mit zwei kleineren, übereinander getragenen Fibeln im oberen Brust- und zwei größeren, ebenfalls übereinander getragenen Fibeln im Bauch- oder Beckenbereich, nachweisen. Diese Tracht wandelte sich aufgrund eines Modewechsels ab dem 6. Jahrhundert zu einer Tracht mit nur einzeln oder paarig getragenen Scheibenfibeln im oberen Brustbereich. Weitere Schmuckstücke sind Halsketten mit Perlen aus Glas, Bernstein oder Halbedelsteinen, Ohrringe und seltener Arm- oder Fingerringe. Ein auffälliger Bestandteil der Frauentracht sind aufwändige Gürtelgehänge mit angehängten Amuletten, Zierscheiben, Messern, Beinkämmen, Schlüsseln oder Taschen, die in unterschiedlichen Qualitäten und Kombinationen vorkommen. Viele beigegebenen Gegenstände zeigen deutliche Gebrauchsspuren, sie gehörten zur persönlichen Habe der Verstorbenen, die sie über einen langen Zeitraum gebrauchten.

### Vielfalt der Fundstücke
Lediglich einige Goldblattkreuze konnten als einzige, speziell für das Bestattungsritual angefertigte, sogenannte „echte Beigaben“, ausgemacht werden. In 80 Gräbern wurden Speisenbeigaben nachgewiesen. Von diesen Speisen erhielten sich Schweine-, Rinder- und Geflügelknochen, Eierschalen und in einem Fall die Knochen eines Bibers. Die in einigen Gräbern gefundenen gläsernen Trinkbecher enthielten möglicherweise Getränke. Zahlreiche Grabbeigaben sind recht kostbar und wurden von weit her importiert. So gibt es Trinkgläser vom Niederrhein, Gürtelbeschläge aus Italien (Grab 674) und dem byzantinischen Raum (Grab 189). Weitere Nachweise für den Fernhandel ist Bernstein von der Ostsee, Meerschaumperlen aus Griechenland, Gehäuse von Kaurischnecken (Cypraea pantherina) aus dem Indischen Ozean oder Almandine aus Indien und Sri Lanka. Im Vergleich zu anderen Gräberfeldern ist die geringe Anzahl an beigegebenen Keramikgefäßen auffällig, ebenfalls fehlen prunkvolle Adelsgräber, wie sie in Kirchheim am Ries, Donzdorf, Friedingen, Gammertingen oder Niederstotzingen gefunden wurden. Insgesamt spiegeln die Bestattungen jedoch eine deutliche pyramidenartige Bevölkerungsstruktur wider, mit nur wenigen Reichen, einer stärkeren Mittelschicht und dem zahlenmäßig größten Teil ärmerer Bevölkerungsschichten.

### Herausragende Fundstücke
Zu den herausragenden Schmuckstücken aus Weingarten gehört die goldene Scheibenfibel aus Grab 615 mit offenem Zellwerk, Filigranauflagen und eingelegten Almandinen, deren Nadelapparat auf der Rückseite von einem Eberkopf geziert wird. Ähnlich qualitätvolle Fibeln gibt es nur noch aus Lauchheim und Gammertingen. Des Weiteren wurden mindestens zwei Fibeln, aus den Gräbern 179 und 272, mit rückseitigen Runeninschriften gefunden (Runenfibeln von Weingarten), weitere mögliche Runeninschriften liegen auf einem Bernsteinanhänger aus Grab 511 und der Rückseite einer Scheibenfibel aus Grab 313 vor, deren Inhalt jedoch noch nicht entziffert werden konnte. Eine seltene Beigabe erhielt der Tote aus Grab 619 in Form einer Pferdebestattung, ihm wurde ein enthauptetes Pferd mit in das Grab gelegt. Eventuell beigegebene Möbel, wie sie beispielsweise aus dem Gräberfeld von Oberflacht bekannt sind, konnten wegen der ungünstigen Erhaltungsbedingungen für organisches Material nicht nachgewiesen werden.

### Ende der Beigabensitte
Aufgrund sich wandelnder Glaubensvorstellungen ebbte die Beigabensitte mit der zunehmenden Christianisierung am Ende der Belegungszeit des Gräberfeldes ab. Viele Bestattungen dokumentieren jedoch mit ihren Beigaben einen langsamen religiösen Wandel und das parallele Vorkommen von heidnischen und christlichen Glaubensvorstellungen (Synkretismus). Ein wichtiger Grund für die Aufgabe der Beigabensitte und das Verschwinden der Goldblattkreuzbeigaben wird wohl die Herausbildung einer einheitlichen Kirchenstruktur mit im Mittelpunkt stehenden Pfarrkirchen und den dazu gehörenden Friedhöfen gewesen sein. Das Gebetsgedenken der Angehörigen beim Kirchgang und die großzügigen Schenkungen für das eigene Seelenheit an Klöster und Kirchen lösten den Prunk früherer Bestattungszeremonien ab.